# Патрик Траутон
Патрик Џорџ Траутон (енгл. Patrick George Troughton; Мил Хил, 25. март 1920 — Коламбус, 28. март 1987) био је британски глумац. Најпознатији је по улози Другог Доктора у научно-фантастичној серији Доктор Ху. Такође је остварио запажене улоге у неколико фантастичних, научнофантастичних и хорор продукција, укључујући Предсказање (1976) и The Box of Delights (1984).
Траутонови синови су познати глумци Дејвид и Мајкл Траутон.